# Robert Burneika
Robert Burneika, właśc. Robertas Burneika, znany jako Hardkorowy Koksu (ur. 8 lipca 1978 w Olicie) – litewski kulturysta, zawodnik freak fight walczący w MMA, współautor i bohater filmów zachęcających do trenowania kulturystyki umieszczonych w serwisie YouTube. Prowadzący program Nie ma lipy! w TVN Turbo.

## Życiorys
Wychował się w Litewskiej Socjalistycznej Republice Radzieckiej, w dzieciństwie pomagał ojcu w warsztacie samochodowym. W wieku 21 lat wyemigrował do USA, by rozwijać swoją karierę sportową. W latach 2003–2013 był żonaty z Katherine, która ma polskie korzenie.
Poza ojczystym językiem litewskim posługuje się również angielskim i rosyjskim, a także językiem polskim, którego nauczył się dzięki kolegom z warsztatu, w którym pracował. Ma córkę, Gaję (ur. 2019).

## Biznes
Jest właścicielem firmy Burneika Sports, która oferuje suplementy diety. Od listopada 2015 otworzył siłownię „Burneika Sport’s Gym” w Warszawie. 15 maja 2022 otworzył sieć punktów gastronomicznych Burneika Burger. Od czerwca 2023 posiada markę Burneika Diet oferującą plany treningowe i dietę.

## Kulturystyka

### Osiągnięcia[7]
- 2023 IFBB Masters Olympia – 11. miejsce[8]
- 2014 IFBB Nordic Pro – 7. miejsce
- 2014 IFBB Pro Dubai – 6. miejsce
- 2013 IFBB EVL’s Prague Pro – 16. miejsce
- 2011 IFBB Mr.Olympia – 16. miejsce
- 2011 IFBB Tijuana Pro – 7. miejsce
- 2011 IFBB New York Pro – 5. miejsce
- 2010 NPC USA Bodybuilding Championships – 4. miejsce
- 2010 NPC National Bodybuilding Championships – 1. miejsce (licencja zawodowca IFBB)
- 2009 NOV 21 NPC National Bodybuilding Championships – 2. miejsce
- 2009 NPC USA Bodybuilding Championships – 3. miejsce
- 2009 NPC Atlantic States Bodybuilding Championships – 1. miejsce
- 2008 IFBB North American Bodybuilding Championships – 6. miejsce
- 2008 NPC USA Bodybuilding Championships – 7. miejsce
- 2006 NPC Eastern USA Bodybuilding Championships – 1. miejsce
- 2006 NPC East Coast Bodybuilding Championships – 1. miejsce
- 2006 NPC Northeastern Tournament of Champions – 2. miejsce

### Wymiary
- Biceps: 63 cm
- Klatka: 142 cm
- Udo: 82 cm
- Łydka: 57 cm
- Szyja: 59 cm
- Pas: 84 cm

## Kariera MMA
27 kwietnia 2012 roku podczas gali MMA Attack 2 w Katowicach stoczył debiutancką walkę na zasadach MMA przeciwko Marcinowi „El Testosteronowi” Najmanowi. Burneika pokonał rywala przez poddanie na skutek ciosów pięściami w 32. sekundzie drugiej rundy.
Rok później drugą walkę stoczył z Dawidem „Bad Boyem” Ozdobą, założycielem grupy tanecznej BadBoys, określanej w mediach jako Polish Chippendales. Hardkorowy Koksu zwyciężył po decyzji sędziego, gdyż Ozdoba został zdyskwalifikowany za trzecią żółtą kartkę, która skutkowała przerwaniem pojedynku. Powodem przyznania wszystkich kartek było unikanie walki przez Ozdobę.
27 maja 2017 stoczył pojedynek na KSW 39 z raperem Pawłem „Popkiem Monsterem” Mikołajuwem, walkę przegrał w pierwszej rundzie przez poddanie, po ciosach Mikołajuwa.
4 czerwca 2022 powrócił do startów MMA po ponad 5-letniej przerwie. Podczas gali High League 3 zawalczył z kulturystą znanym z projektu Warszawski Koks (na serwisie YouTube) Robertem „Roburem” Orzechowskim. Przegrał przez kontuzję nogi w pierwszej odsłonie pojedynku.

## Lista walk w MMA
| Wynik     | Bilans | Przeciwnik               | Rozstrzygnięcie                                          | Runda | Czas | Rozgrywki                         | Data       | Miejsce      | Uwagi                               |
| --------- | ------ | ------------------------ | -------------------------------------------------------- | ----- | ---- | --------------------------------- | ---------- | ------------ | ----------------------------------- |
| Przegrana | 2-2    | Robert Orzechowski (0-0) | TKO (niezdolność do kontynuowania walki – kontuzja nogi) | 1     | 0:35 | High League 3: Alberto vs. Dubiel | 04.06.2022 | Gdańsk/Sopot | Debiut w HIGH League, Co-Main Event |
| Przegrana | 2-1    | Paweł Mikołajuw (2-2)    | Poddanie (ciosy pięściami)                               | 1     | 0:45 | KSW 39: Colosseum                 | 27.05.2017 | Warszawa     | Debiut w KSW                        |
| Wygrana   | 2-0    | Dawid Ozdoba (0-0)       | Dyskwalifikacja (unikanie walki)                         | 3     | 2:38 | MMA Attack 3                      | 27.04.2013 | Katowice     | Walka w wadze open, Main Event      |
| Wygrana   | 1-0    | Marcin Najman (0-2)      | Poddanie (ciosy pięściami)                               | 2     | 0:32 | MMA Attack 2                      | 27.04.2012 | Katowice     | Debiut w MMA, Co-Main Event         |

## W kulturze
Marcin Siegieńczuk, piosenkarz disco polo, napisał o Burneice piosenkę.
Wystąpił w roli Gniewka w zrealizowanym w latach 2019–2020 przez Telewizję Polską S.A. serialu dla dzieci „Al-Chemik”.